# Bazilika Djevice Marije u Krakovu
Bazilika Djevice Marije u Krakovu (polj.: Kościół Mariacki) - gotička zidana crkva sagrađena u 14. stoljeću (prvobitno u ranom 13. stoljeću), u blizini glavnog trga u Krakovu.
Visoka je 80 metara. Posebno je poznata po drvenom oltaru, kojeg je isklesao Veit Stoss (polj. Wit Stwosz).
Svakog punog sata, s višeg od dva tornja čuje se zvuk trube u spomen na trubača iz 13. stoljeća, koji je upucan u grlo, dok je obavještavao mještane, da Mongoli dolaze napasti grad. Taj zvuk emitira nacionalna poljska radio postaja "Radio 1" u podne.
Bazilika je služila kao arhitektonski model za mnoge crkve, koje su izgradili poljski iseljenici u inozemstvu, npr. crkva sv. Mihaela i sv. Ivana Kentskog u Chicagu, projektirane u tzv. poljskom stilu građenja crkvi.

## Galerija
- Bazilika noću.
- Gotički oltar, rad Veita Stossa
- Unutrašnjost bazilike
- Propovjedaonica
- Pogled iz Mikolajske ulice
- Križ
- Križ
- Trubač